# Goldenes Horn (Türkei)

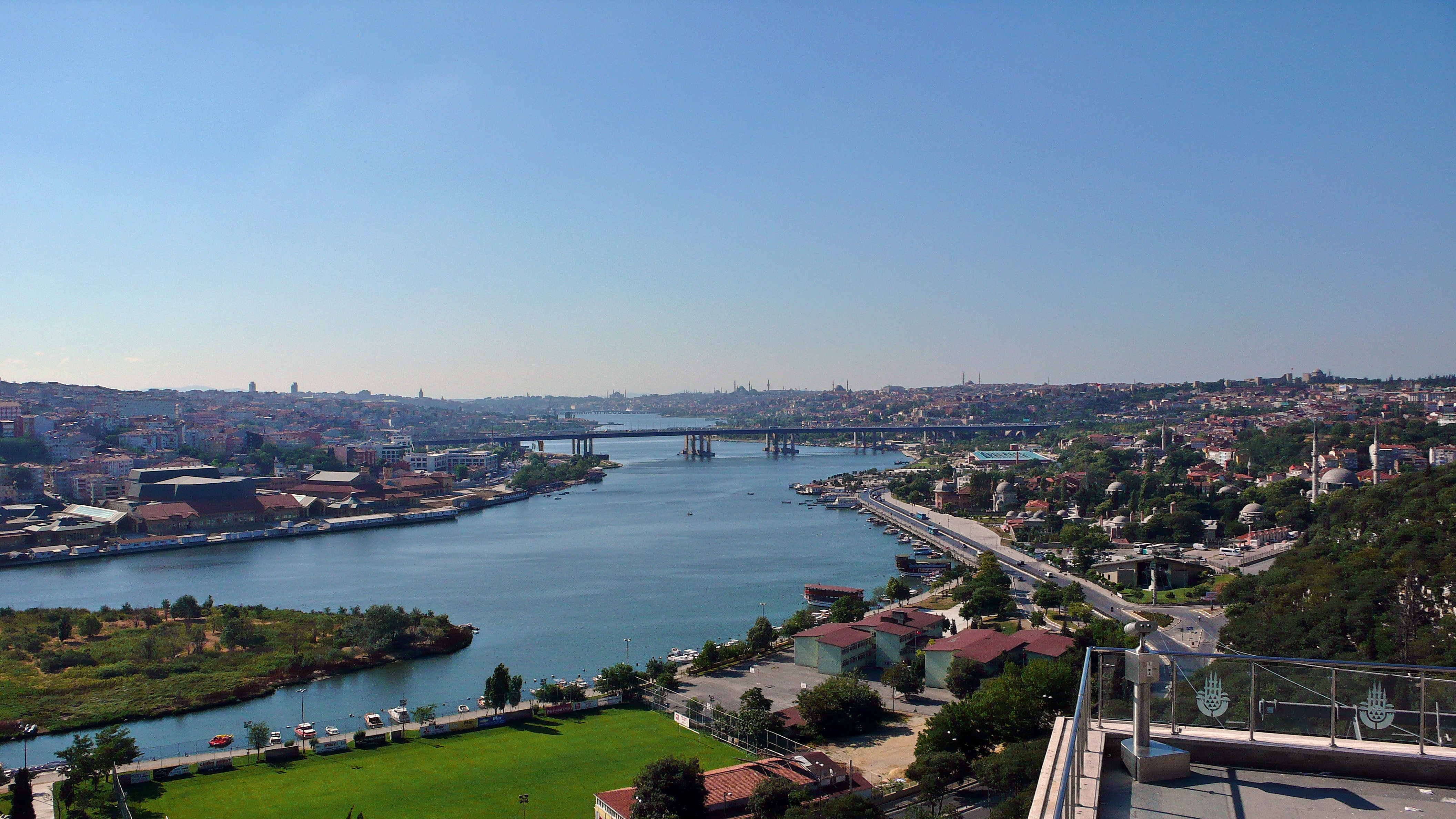
Blick über das Goldene Horn

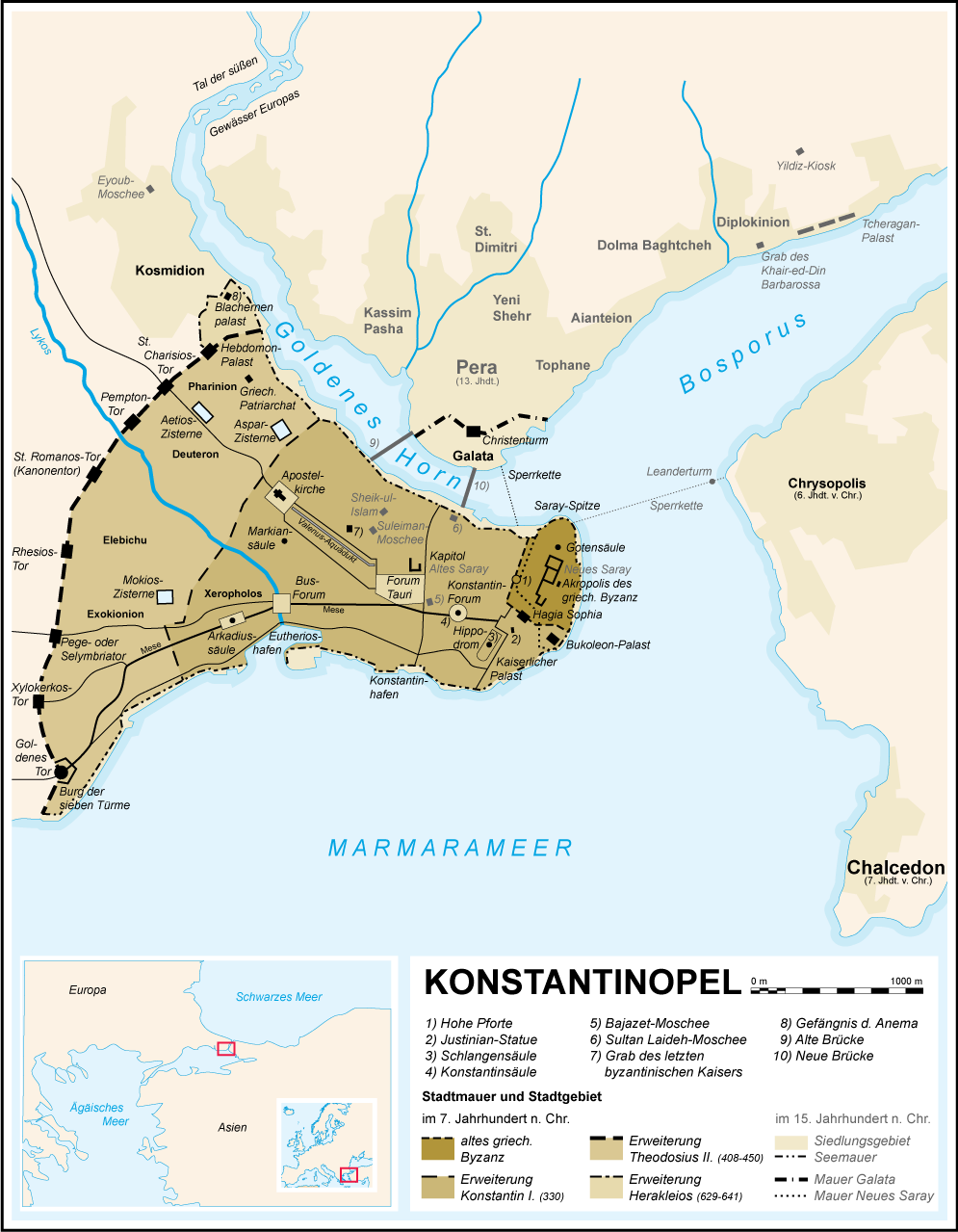
Karte des spätantiken und mittelalterlichen Konstantinopel mit Goldenem Horn

Das Goldene Horn (türkisch Haliç; griechisch Χρυσοκέρας Chrysokeras) ist ein ca. 7 km langer Meeresarm am Bosporus in Istanbul.

## Beschreibung
Das Goldene Horn liegt an der westlichen, europäischen Seite des Bosporus kurz vor dessen Ausgang in das Marmarameer. Der Meeresarm ist eigentlich die gemeinsame Mündung der Flüsse Alibeyköy und Kağithane in den Bosporus. Von ihm aus flussaufwärts gesehen verläuft das Goldene Horn zunächst in westlicher, dann in nordwestlicher und schließlich in nördlicher Richtung bis zur Vereinigung der beiden Flüsse. Es ist an seinem Ausgang etwa 750 m breit und 40 m tief.
Auf der Halbinsel zwischen dem Goldenen Horn, dem Bosporus und dem Marmarameer liegt der historische Kern der Stadt im Stadtviertel Eminönü, wo griechische Kolonisten um 660 v. Chr. Byzantion gründeten, und dem westlich anschließenden Stadtviertel Fatih. Sie sind in dem heutigen Stadtbezirk Fatih vereint, der in etwa dem von der Theodosianischen Mauer umschlossenen Gebiet der Altstadt entspricht. Jenseits der Mauer schließt sich Eyüp an.
Auf der Nordseite liegt das Stadtviertel Karaköy am Eingang des Goldenen Horns. Es entspricht ungefähr dem historischen Galata oder Pera. Heute ist es ein Teil des Stadtbezirks Beyoğlu, der sich über die gesamte Nordseite erstreckt.
Während die Gegend im Norden des Goldenen Horns noch bis zur zweiten Hälfte des 19. Jahrhunderts kaum bewohnt war, liegt das Goldene Horn heute mitten im bebauten Gebiet des Zentrums von Istanbul mit weit über 14 Mio. Einwohnern. Seine Ufer sind von zahlreichen Grünanlagen und Parks gesäumt.
Das Goldene Horn wird von vier Brücken gequert (vom Bosporus aus aufwärts):
- Galatabrücke
- Metrobrücke über das Goldene Horn
- Atatürk-Brücke
- Haliç-Brücke

Seit der Neubau der Galatabrücke von 1992 zumindest nicht allzu hohen Schiffen eine ungehinderte Durchfahrt erlaubt, wurden die Fähranleger der meisten Bosporus-Linien an Plätze westlich der Galatabrücke verlegt. Eine Fähre verkehrt auch innerhalb des Goldenen Horns, in dem auch zahlreiche private Schiffe anzutreffen sind.
Seine Jahrhunderte alte Funktion als wichtigster Hafen von Konstantinopel ging mit der zunehmenden Größe der Schiffe verloren. Spätestens seit dem Bau der Galatabrücke fanden im Goldenen Horn innerhalb der Brücke nur noch geringe Hafenaktivitäten statt.

## Name
Der in den meisten europäischen Sprachen übliche Name wird auf seine wie ein Horn gebogene Form und die Pracht und den Reichtum des byzantinischen und osmanischen Konstantinopel, aber auch auf seinen goldenen Glanz in der Abendsonne zurückgeführt. Sein türkischer Name Haliç bedeutet schlicht Mündung. Der griechische Name ist abgeleitet von der Nymphe Keroessa, der Mutter des Stadtgründers Byzas.

## Geschichte
Für die Geschichte Istanbuls ist der Haliç von größter Bedeutung.

### Antike
Byzantion und das Goldene Horn waren aufgrund der Lage am Bosporus von nahezu allen Kriegen betroffen, die sich in den folgenden Jahrhunderten im griechisch-kleinasiatischen Raum abspielten.
340/339 v. Chr. belagerte Philipp II. von Makedonien Byzantion. Er errichtete für seine Truppen eine erste Brücke über das Goldene Horn, wahrscheinlich im nördlichen, engen und flacheren Teil.

### Byzantinisches Reich
Während des Byzantinischen Reichs war das Goldene Horn der wichtigste Hafen der Hauptstadt Konstantinopel. Mauern entlang der Küstenlinie sicherten die Stadt vor Seeangriffen. Zusätzlich ließ sich die Einfahrt zum Goldenen Horn gegen feindliche Schiffe mit einer starken Eisenkette sperren. Sie wurde von der Seemauer bis zum Kettenhaus auf der Nordseite der Bucht gezogen.
Auf der Halbinsel südlich des Horns standen der Kaiserpalast, das Hippodrom (die Pferderennbahn) und viele andere staatliche Gebäude, die alle mit verschwenderischer Pracht ausgestattet waren. Kaiser Leo I. soll 469 eine Brücke von 12 Bogen über den Hafen gebaut haben, die 812 die Bulgaren verbrannt hätten. Justinian I. soll 528 eine existierende Holzbrücke durch eine Steinbrücke ersetzt haben.
Die Mauer am Goldenen Horn wurde im 7. und 8. Jahrhundert angesichts der arabischen Belagerungen mehrfach verstärkt. Zu einer ersten Bewährungsprobe kam es 626 beim Angriff der Perser und Awaren, wobei es der kaiserlichen Flotte nach zehn Tagen gelang, die auf Einbäumen in das Goldene Horn eingedrungenen slawischen Hilfstruppen zurückzuschlagen. Im Norden des Goldenen Hornes, wo die Awaren durchgebrochen waren, ließ Kaiser Herakleios die Mauern schließen und das hügelige Gebiet kastellartig ausbauen. Dort entstand das Blachernenviertel. Insgesamt waren die Mauern etwa 20 km lang.
Anastasios II. (713–715) verstärkte die Land- und Seemauern weiter. Alle Bewohner, die keinen Dreijahresvorrat an Getreide nachweisen konnten, mussten die Stadt verlassen. Erstmals fand die eiserne Kette Erwähnung, mit der man versuchte, das Goldene Horn abzuriegeln. Insgesamt drei Mal wurde die als Sperre dienende Kette überwunden. Im 10. Jahrhundert ließ die Kiewer Rus ihre Schiffe über Land schleppen, nahe Galata wieder ins Wasser setzen und gelangte so in das Horn. Das Byzantinische Reich empfing die Angreifer mit dem griechischen Feuer und besiegte sie.
Um die Warenversorgung sicherzustellen, wurden Häfen an der Küste zum Goldenen Horn und zum Marmarameer aus- oder neugebaut. 1082 erhielten die Venezianer an der Südseite des Goldenen Horns ein eigenes Quartier, 1111 die Pisaner, 1155 schließlich die Genuesen.
Am 13. April 1204, während des Vierten Kreuzzugs, konnten venezianische Schiffe die Kette mit einer Art Rammbock zerbrechen und so in die Stadt eindringen. Drei Achtel der Hauptstadt fielen dabei an Venedig, was bedeutete, dass zwischen Mittelstraße (Mese) und Goldenem Horn alles an Venedig fiel. Kaiser Balduin übernahm den Großen Kaiserpalast, sein Bruder Heinrich zog in den Blachernen-Palast. Nachdem Balduin bereits 1205 in bulgarische Gefangenschaft geraten war, blieb sein Bruder und Nachfolger am Goldenen Horn. Mit der Rückgewinnung der Hauptstadt im Jahr 1261 verloren die Venezianer ihre wirtschaftliche und politische Basis in der Stadt.
Stattdessen erhielten die mit Byzanz verbündeten Genuesen 1267 das Quartier Galata (heute Beyoğlu) auf der nördlichen Seite des Goldenen Horns als eigenes Siedlungsgebiet. Trotz kaiserlichen Verbots befestigten sie die Stadt 1307. 1348 errichteten sie – erneut gegen den kaiserlichen Willen – den Galataturm, einen großen Wehrturm auf der Spitze des Hügels, der sich unter starken Veränderungen bis heute erhalten hat. Venedig konnte erst nach Jahrzehnten sein Quartier zurückgewinnen, doch verlor die Stadt im Laufe des 14. Jahrhunderts erheblich an wirtschaftlicher Bedeutung.

### Osmanisches Reich
1453 gelang Sultan Mehmed II. mit der Taktik der Kiewer Rus die Eroberung der Stadt. Nach der Eroberung siedelten vorwiegend Griechen, Juden, Italiener und andere Nichtmuslime entlang des Horns. Der Topkapı-Palast wurde Sitz des Hofes, so dass sich der politische Schwerpunkt wieder vom Blachernenquartier am Goldenen Horn löste. Daher setzte über Jahrzehnte ein Verfall der kaiserlichen Paläste und auch der großen Italienerquartiere ein, jedoch zogen viele Griechen in das Quartier Fener südöstlich des Blachernenquartiers. Sie nannten das Quartier Phanar, und nach diesem sind die Phanarioten benannt, womit eine Gruppe wohlhabender und einflussreicher Adelsfamilien gemeint war, die im Osmanischen Reich des 17./18. Jahrhunderts die Oberschicht des Stadtteils bildeten.

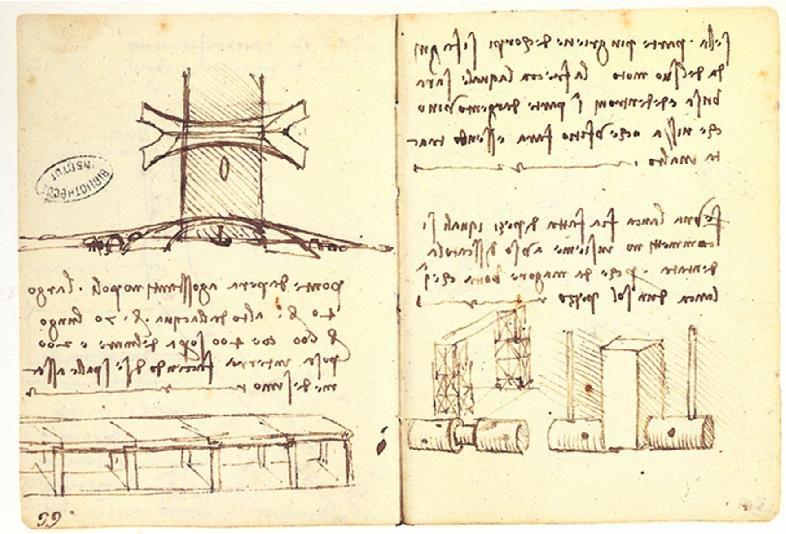
Leonardo da Vinci, Pariser Manuskript L, Folio 65v-66r

Leonardo da Vinci (1452–1519), der auf der Suche nach einer gut honorierten Stellung war, schrieb deshalb im Jahr 1502 dem Sultan Bayezid II., dass er von seinem Wunsch gehört habe, eine Brücke über das Goldene Horn zu bauen. Er wisse, wie solch eine Steinbogenbrücke zu bauen sei und halte sich zu des Sultans Verfügung. Der Brief, der mehrere Monate unterwegs war, blieb unbeantwortet. In Leonardos umfangreichen Notiz- und Skizzenbüchern findet sich tatsächlich die Skizze einer 350 m langen Brücke über den Haliç mit einer Spannweite von 233 m und einer auf bis zu 24 m aufgegabelten Fahrbahn. Leonardos ohne Einheiten angegebenen Maße sind: 40 Breite, 70 Höhe, 600 Länge, davon 400 über dem Meer und 200 an Land. Der Historiker und Orientalist Franz Babinger rechnete diese Maße mit der angenommenen Florentiner Elle von 0,5836 m um.
Ein schweres Erdbeben mit einem anschließenden Tsunami zerstörte am 10. September 1509 mehr als tausend Häuser. Vier- bis fünftausend Menschen starben, etwa 10.000 wurden verletzt. Die Mauern von Galata wurden beschädigt, ebenso der Turm über der Stadt. Die Mauern um die Schiffswerften brachen zusammen. Die Stärke des Bebens wurde auf nahe 8,0 geschätzt, die Höhe der Wellen auf mehr als 6 m.
Dennoch erholte sich die Hauptstadt des Weltreichs der Osmanen vor allem unter Süleyman I. (1520–1566) rapide. Der Warenaustausch fand auf den Märkten statt, also vor allem am Großen überdachten Basar und am Goldenen Horn, eine Handelsstruktur, die die Osmanen von den Byzantinern übernommen hatten. In Galata bestand zwischen Karaköy und Kasımpaşa ebenfalls ein äußerst lebhafter Markt. Es blieb nach 1453 weitgehend erhalten und die Bevölkerung wanderte nicht ab. Daher war es auch der bevorzugte Wohnort der später hinzukommenden Europäer, die hier gewohnte Milieus, Sprachen und Kulturen vorfanden. Hinzu kam, dass sich dort Magazine und Geschäfte befanden, aber auch die osmanischen Militäranlagen am Goldenen Horn, die sich bis heute dort befinden. Die Schiffe entstanden in der Tersane, der großen Werft in Kasımpaşa, und Waffen entstanden in Tophane, das dem Stadtteil seinen Namen gab.

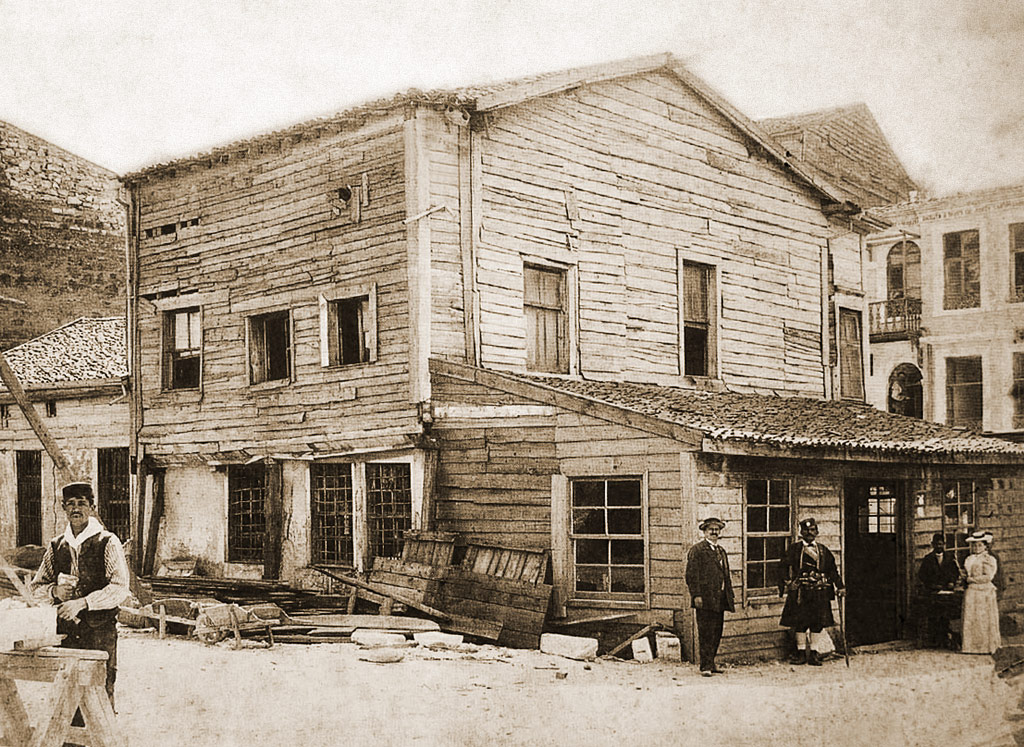
Die alte, den Bulgarisch-Orthodoxen zugestandene Holzkirche am Goldenen Horn. Sie wurde 1898 zugunsten des heutigen Bauwerks, das überwiegend aus Gusseisen errichtet wurde, ersetzt.

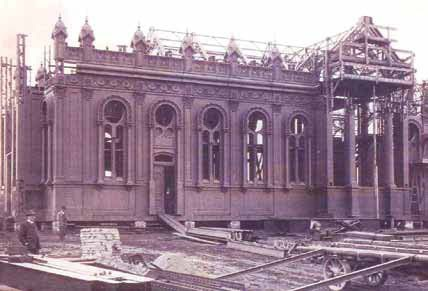
Die weit fortgeschrittene neue Kirche der Bulgaren im Jahr 1896

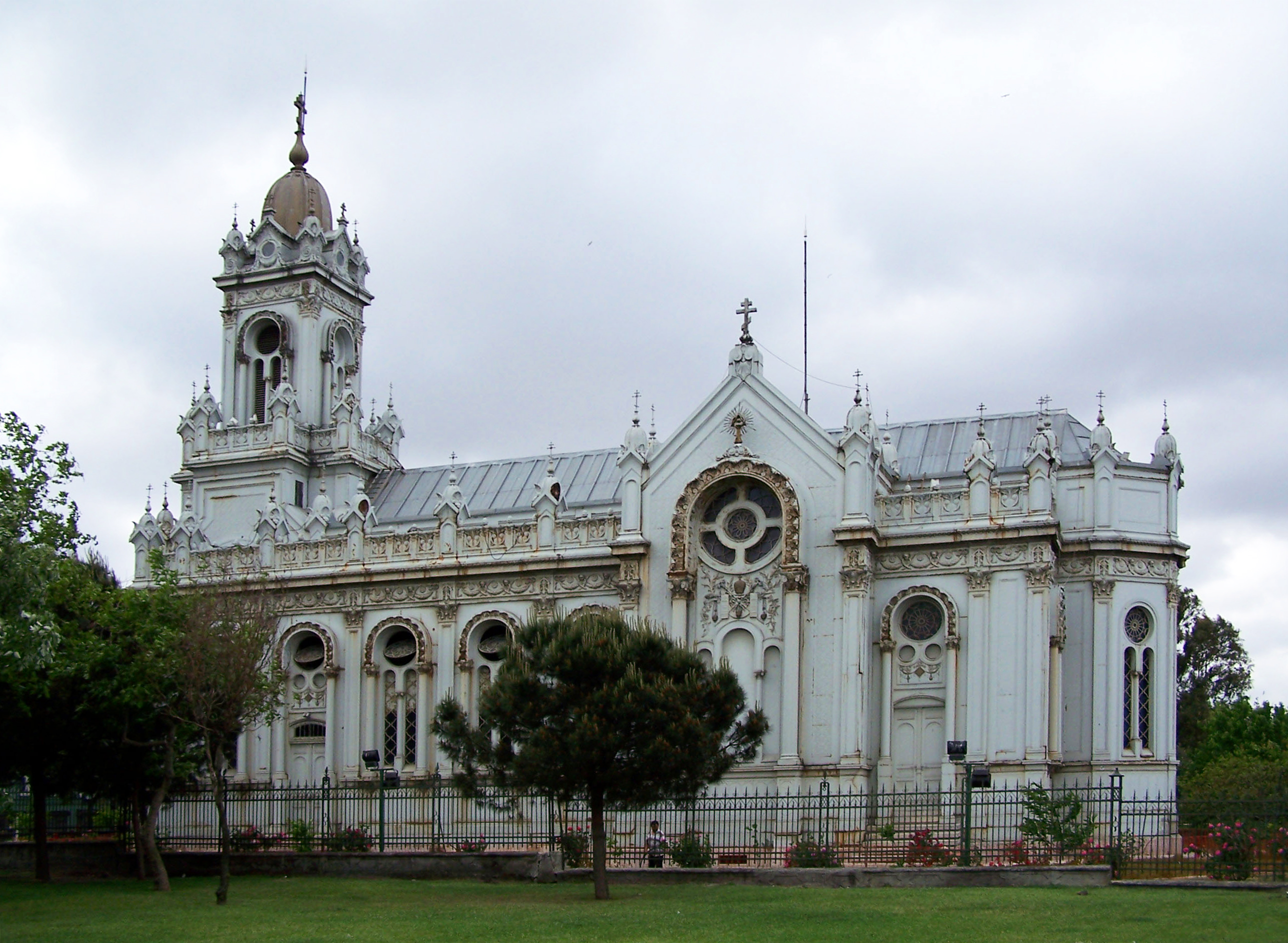
Die heutige, restaurierte Kirche

Am Goldenen Horn ballten sich jedoch nicht nur die Händlerquartiere. Die nationalistischen Bewegungen des 19. Jahrhunderts fanden gleichfalls ihren Niederschlag in der Baugeschichte.
Spätestens als die Einwohner von Skopje und Samokow in den 1820er Jahren die griechischen Priester vertrieben und das Ökumenische Patriarchat von Konstantinopel um eine Weihe von einheimischen Kandidaten ersuchten, begann der Loslösungsprozess, wenn auch der Konstantinopeler Patriarch zunächst erneut Griechen entsandte.  Ein 1839 unter dem Druck der westeuropäischen Mächte von Sultan Abdülmecid I. erlassenes Reformdekret änderte zunächst nichts, doch in Widin gab 1840 der Hof dem Druck der lokalen Bevölkerung nach und schickte den Diakon Dionys nach Istanbul, doch er starb vor der Bischofsweihe.
Erste Erfolge in der Errichtung einer eigenen Kirche konnte die in Istanbul lebende bulgarische Kolonie erzielen. 1848 schrieb Stefan Bogoridi, ein hoher osmanischer Politiker bulgarischer Abstammung, eine Bittschrift, in der er um die Erlaubnis bat, eine bulgarische Kirche in Istanbul zu errichten, in der die Liturgie auf Bulgarisch und von bulgarischen Priestern abgehalten werden sollte. 1849 gestattete ihm Sultan Abdülmecid I. in einem Ferman die Errichtung der bulgarischen Kapelle Sweti Stefan am Goldenen Horn. Dort unterließ Bischof Ilarion Makariopolski am 15. April 1860 im Ostergottesdienst demonstrativ die liturgisch vorgeschriebene Namensnennung des Patriarchen. In den kirchlichen Kanones wurde dies mit der Nichtanerkennung des  Patriarchen gleichgesetzt. 1870 sorgte schließlich ein Ferman des Sultans Abdülaziz dafür, dass das Bulgarische Exarchat mit Sitz in Konstantinopel eingerichtet wurde. Auch nach der Unabhängigkeit Bulgariens ab 1878 blieb Konstantinopel das Zentrum der bulgarischen Kirche. Der Altar der Kirche weist Richtung Goldenes Horn.
Ab dem 17. Jahrhundert kam es zu einem erheblichen Zuzug von Armeniern aus allen Gebieten des Reichs. Mitte des 19. Jahrhunderts lebten bereits über 220.000 Armenier in Konstantinopel, die mit ihrer eigenen Kultur das Bild der Stadt mitprägten.
1812 traf eine schwere Pestwelle die Stadt, die etwa 150.000 Einwohner das Leben kostete, 1836 folgte eine weitere Epidemie, bei der 80.000 Menschen starben. Dennoch wuchs die Stadt weiter und zählte 1913 mehr als eine Million Einwohner.
1836 eröffnete Sultan Mahmud II. eine hölzerne Schwimmbrücke zwischen dem nordwestlichen Teil von Galata und dem gegenüberliegenden Un-Kapu an der Stelle der heutigen Atatürk-Brücke. Die mautfreie Brücke ersparte den Bewohnern die teuren Fährgebühren und wurde deshalb im Volksmund auch Hayratiye Köprüsü (Wohltätigkeitsbrücke) genannt. Später wurde sie allgemein als Alte Brücke (Cisr-i Atik) bezeichnet zur Unterscheidung von der Neuen Brücke (Cisr-i Cedid), ebenfalls einer hölzernen Schwimmbrücke. Diese wurde auf Veranlassung von Valide Sultan Bezm-î Âlem, der Mutter von Sultan Abdülmecid I., 1845 an der Stelle der heutigen Galatabrücke errichtet.

### Türkei

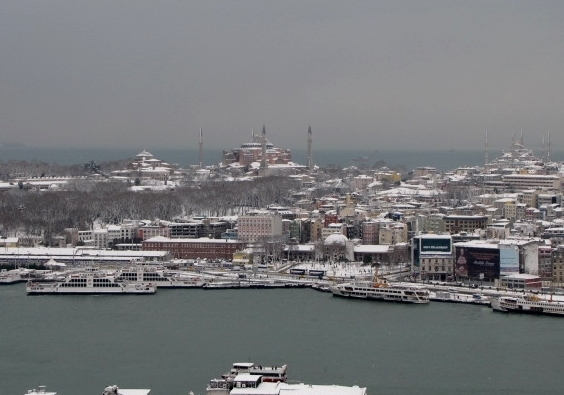
Goldenes Horn bei Sultanahmet im Winter. Im Hintergrund die Hagia Sophia

İstanbul mit den Meerengen Bosporus und Dardanellen wurde nach dem Ersten Weltkrieg von den Alliierten besetzt; Griechenland plante die Wiedereroberung der Stadt, erlitt jedoch eine schwere Niederlage, die die Ausweisung aller Griechen aus der Türkei, mit Ausnahme von Istanbul zur Folge hatte. 1923 wurde der stark von Griechen geprägte Stadtteil Tatavla bzw. Tataulon in Kurtuluş (Befreiung) umbenannt, Istanbul verlor den Status als Hauptstadt der Türkei an Ankara. Im September 1955 kam es zum Pogrom von Istanbul, in dessen Folge die Griechen praktisch ganz aus Istanbul verschwanden. Die Einwohnerzahl stieg vom Tiefpunkt bei 680.000 im Jahre 1927 wieder auf 1,3 Millionen im Jahr 1955 – trotz Vertreibungen. Der Zuzug vor allem aus den asiatischen Gebieten stieg nach 1980 sprunghaft an, bis 1985 verdoppelte sich die Bevölkerungszahl auf rund 5,5 Millionen.
Bis in die 1980er Jahre war das Goldene Horn eine industrielle Müllhalde. Seit der Säuberung ist es eine der touristischen Sehenswürdigkeiten in Istanbul. Am Ende des Horns liegt der Freizeitpark Miniatürk.
Eine weitere Sehenswürdigkeit ist der Aynalıkavak-Palast. Heute ist das Goldene Horn auf beiden Seiten bewohnt und es gibt Parks mit Promenaden entlang der Ufer. Die Istanbuler Handelskammer hat dort ihren Sitz. Seitdem an der Galatabrücke 1992 die alte Pontonbrücke ersetzt wurde durch eine Pfeilerbrücke mit einer freien Öffnung von 80 m, kann das Wasser dort fast ungehindert zirkulieren, was die Wasserqualität im Goldenen Horn erheblich verbessert hat.
1998 entstand die Haliç-Universität mit den Fakultäten für Kunst, Medizin, Betriebswirtschaftslehre, Ingenieurwesen, Pflege- und Sportschulen, einer Abteilung für Fischerei und Aquakultur und ein Institut für Gesundheitswissenschaften.